# 1993 en musique classique
| \| • Retour à la chronologie générale de la musique classique • \| |
| Grèce • Rome • Haut Moyen Âge • VIIIe siècle • IXe siècle • Xe siècle • XIe siècle XIIe siècle • XIIIe siècle • XIVe siècle • XVe siècle • XVIe siècle • XVIIe siècle XVIIIe siècle • XIXe siècle • XXe siècle • XXIe siècle |
| • Retour à la chronologie générale de la musique classique • |

| Années en musique classique : 1990 - 1991 - 1992 - 1993 - 1994 - 1995 - 1996    |
| Décennies en musique classique : 1960 - 1970 - 1980 - 1990 - 2000 - 2010 - 2020 |

## Événements

### Créations
- 5 février : la Symphonie no 4 de Witold Lutosławski, créée par l'Orchestre philharmonique de Los Angeles, sous la direction du compositeur.
- 4 mars : Reigen, opéra de Philippe Boesmans, à Bruxelles ;
- 4 mai : le Sextuor de Georges Aperghis, créé à Nanterre.
- 14 mai : première représentation à Lyon de Rodrigue et Chimène, opéra de Claude Debussy.
- 15 mai : The Cave, opéra de Steve Reich, créé par le Steve Reich Ensemble et le Theatre of Voices dirigés par Paul Hillier à Vienne.
- 12 juin : Kleines Requiem für eine Polka d'Henryk Górecki, créé par le Schönberg Ensemble lors du Festival de Hollande.
- 26 septembre : Musique à grande vitesse de Michael Nyman, créée à Lille par l'Orchestre national de Lille dirigé par Jean-Claude Casadesus.
- 1er octobre : la Symphonie no 8 de Hans Werner Henze, créée par l'Orchestre symphonique de Boston sous la direction de Seiji Ozawa.

### Autres
- 1er janvier : concert du nouvel an de l'orchestre philharmonique de Vienne au Musikverein, dirigé par Riccardo Mutti.
- 7 octobre : la Messe Solennelle de Berlioz, première représentation moderne française et premier enregistrement sous la direction de Jean-Paul Penin, dans la Basilique de Vézelay (création en 1825).

#### Date indéterminée
- Fondation du Quatuor Hugo-Wolf.
- Fondation du Quatuor de Jérusalem.

## Prix
- Bartolomiej Niziol obtient le 1er prix de violon du Concours Long-Thibaud-Crespin.
- Isabelle Faust obtient le 1er prix de violon du Concours international de violon Niccolò-Paganini.
- György Ligeti reçoit le Prix Ernst-von-Siemens.
- Witold Lutosławski reçoit le prix Polar Music.
- Lisa Smirnova, pianiste, reçoit le Prix Brahms.
- Mstislav Rostropovitch reçoit le Praemium Imperiale.
- Nikolaus Harnoncourt reçoit le Prix musical Léonie-Sonning.
- György Ligeti reçoit le Prix de la ville de Vienne de musique.
- Karel Husa reçoit le Grawemeyer Award pour le Concerto for Cello and Orchestra.

## Naissances

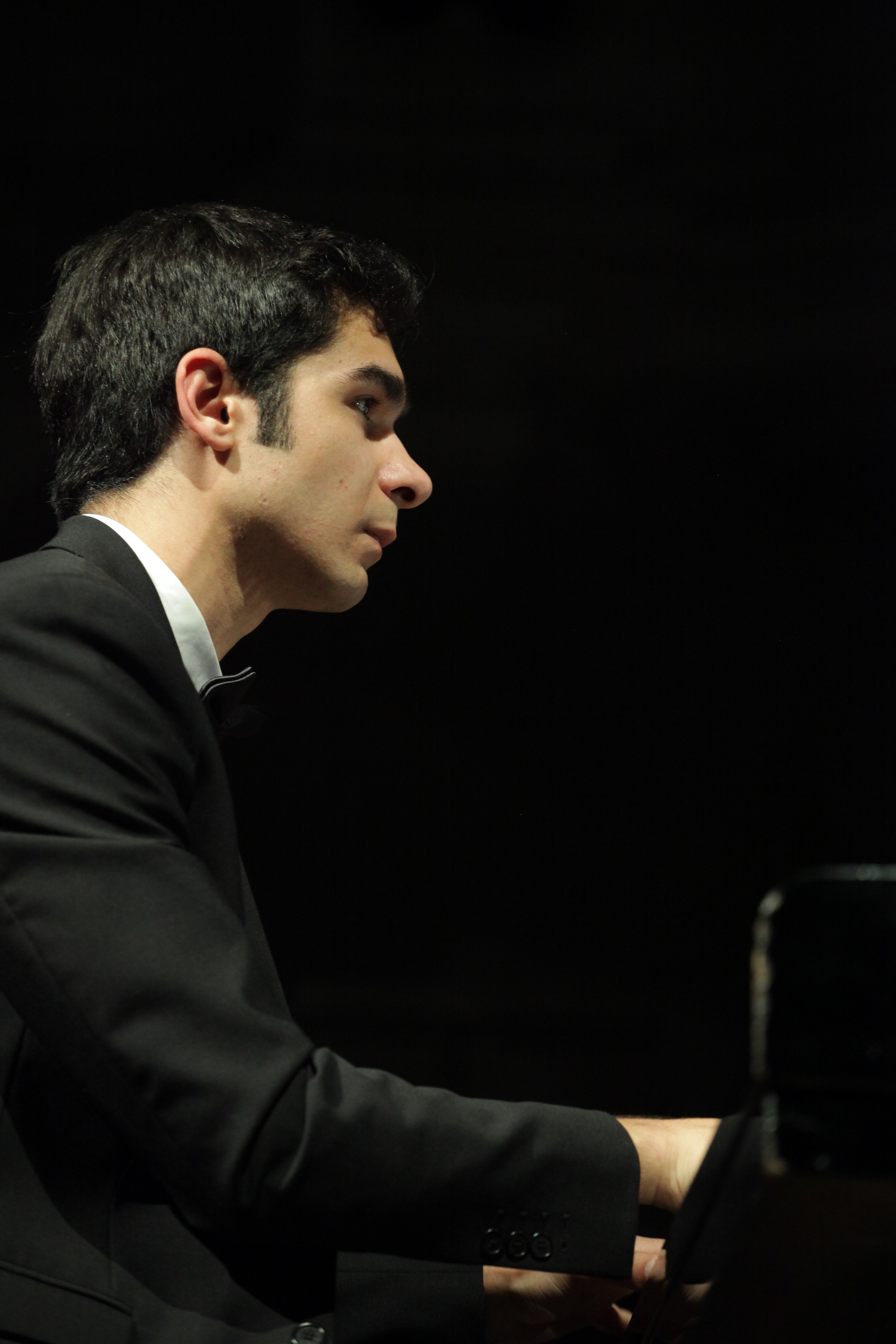
Nikita Ramic

- 22 janvier : Beatrice Rana, pianiste italienne.
- 13 mai : Adrien Trybucki, compositeur français.
- 9 juin : Ilyich Rivas, chef d'orchestre américano-vénézuélien.
- 22 juin : Ingmar Lazar, pianiste français.
- 24 juin : Clara Olivares, compositrice franco-espagnole.
- 17 juillet : Lea Desandre, mezzo-soprano franco-italienne
- 23 août : Nikita Ramic, pianiste français.
- 2 octobre : Jonathan Fournel, pianiste français.
- 17 décembre : Timothy Chooi, violoniste canadien.

### Date indéterminée
- Marie-Andrée Bouchard-Lesieur, mezzo-soprano française.

## Décès

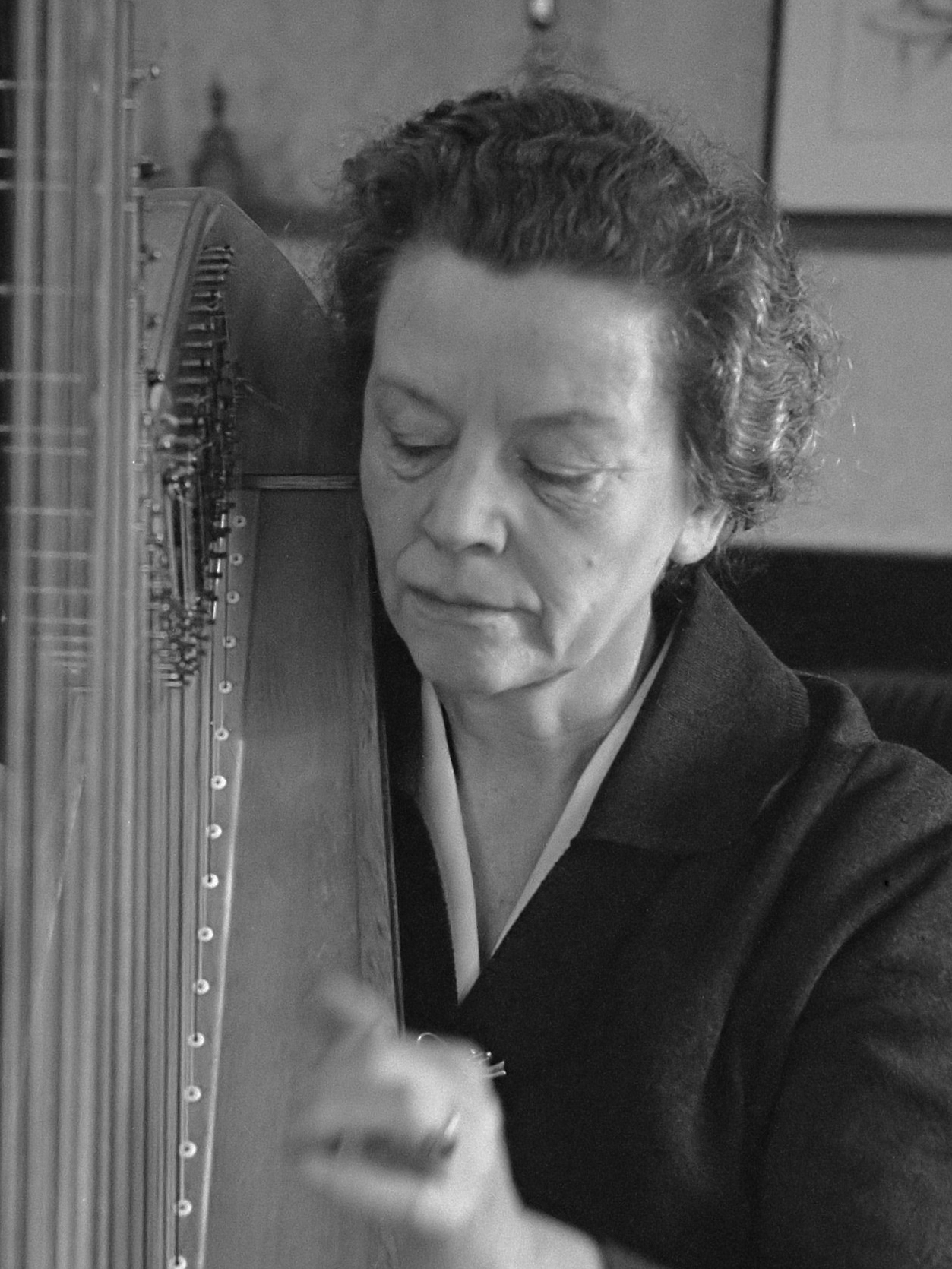
Phia Berghout

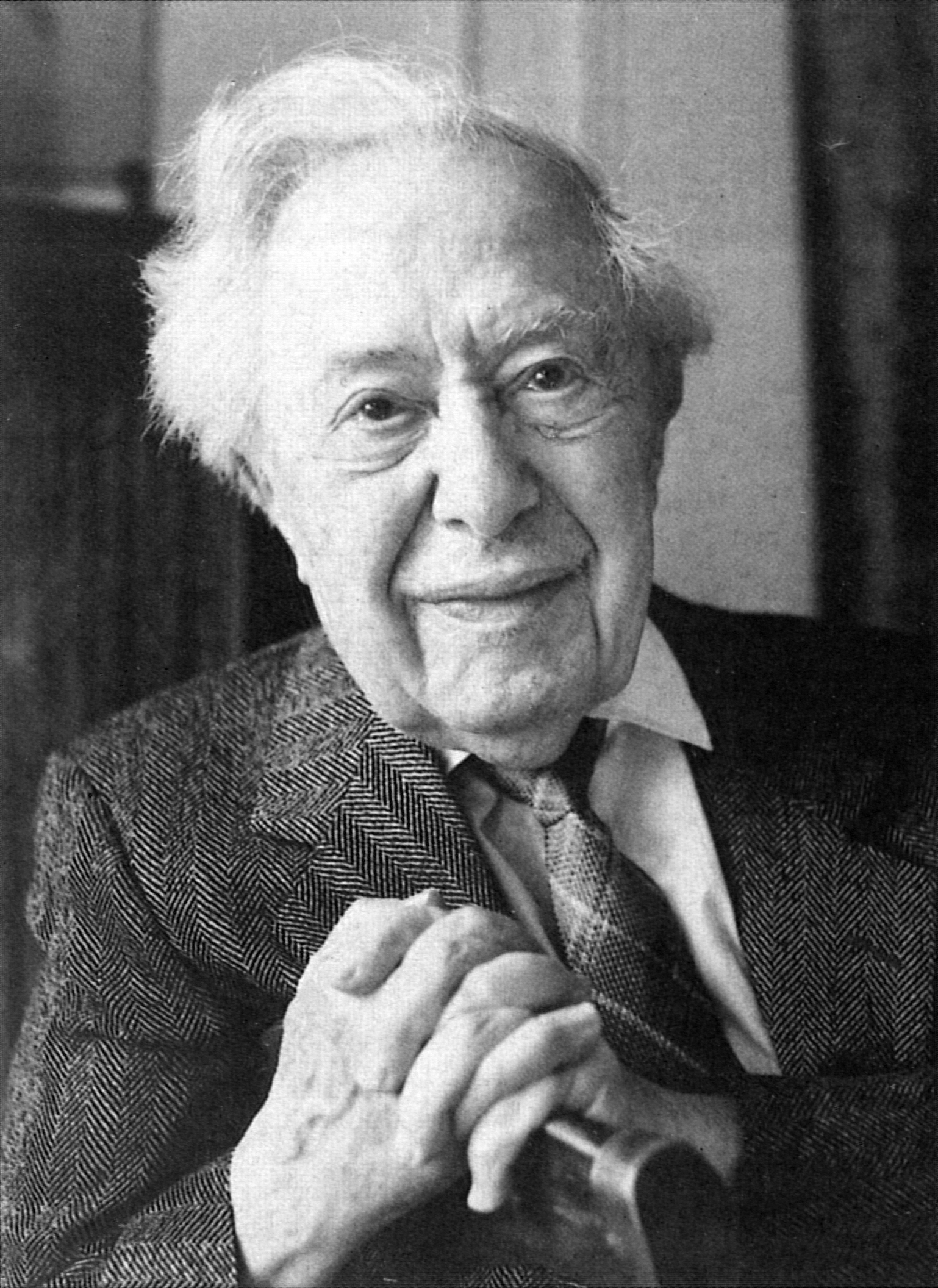
Mieczysław Horszowski

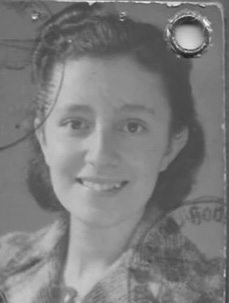
Nazife Güran

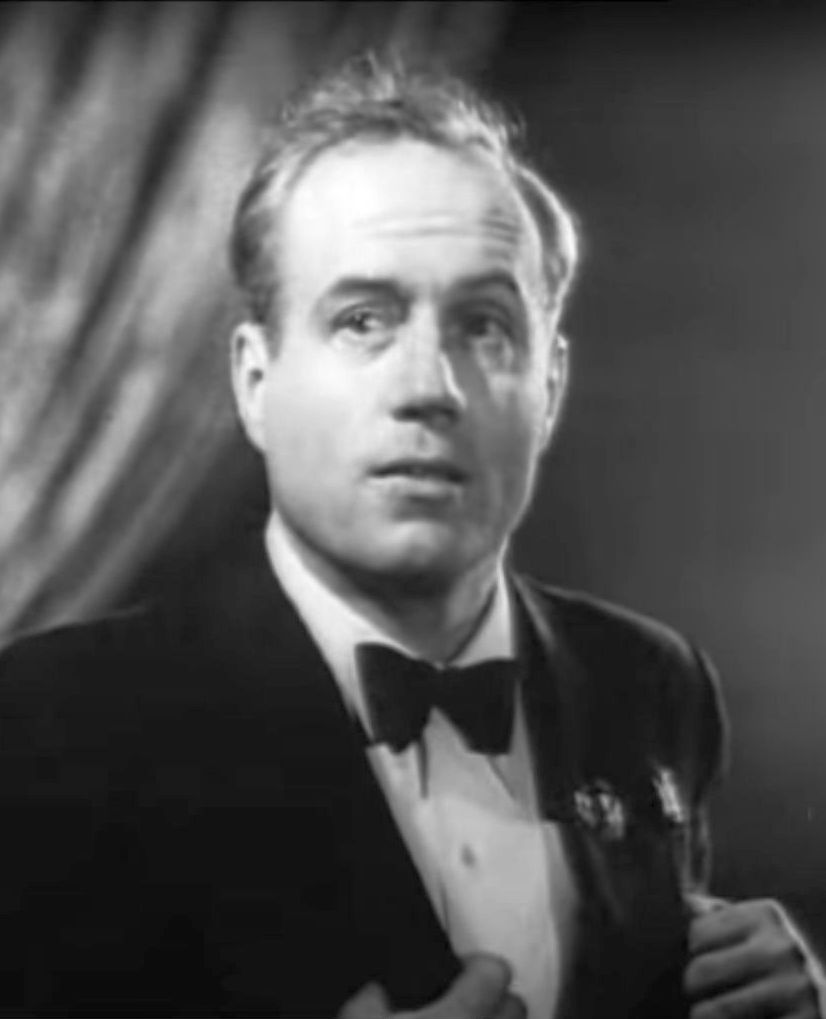
Ivan Kozlovski

- 13 janvier : Camargo Guarnieri, compositeur brésilien (° 1er février 1907).
- 25 janvier : Judith Hellwig, soprano allemande (° 19 août 1906).
- 2 février : 
  - Gino Bechi, baryton italien (° 16 octobre 1913).
  - Alexander Schneider, violoniste, chef d'orchestre et pédagogue américain (° 21 octobre 1908).
- 3 février :
  - Françoys Bernier, pianiste, chef d'orchestre, réalisateur, administrateur et professeur québécois (° 12 juillet 1927).
  - Karel Goeyvaerts, compositeur belge (° 8 juin 1923).
- 26 février : Pina Carmirelli, violoniste italienne (° 23 janvier 1914).
- 1er mars : Nicola Monti, ténor italien (° 21 novembre 1920).
- 13 mars : Denise Launay, organiste et musicologue française (° 7 octobre 1906).
- 16 mars : Erich Valentin, musicologue allemande (° 27 novembre 1906).
- 19 mars : Georges Garvarentz, compositeur français (° 1er avril 1932).
- 22 mars : Phia Berghout, harpiste néerlandaise (° 14 décembre 1909).
- 28 mars : Italo Tajo, basse italienne (° 25 avril 1915).
- 30 mars : Willy Ostijn, compositeur belge néoclassique (° 13 juillet 1913).
- 31 mars : Nicanor Zabaleta, harpiste espagnol (° 7 janvier 1907).
- 8 avril : Marian Anderson, contralto américaine (° 27 février 1897).
- 15 avril : Lucette Descaves, pianiste française (° 1er avril 1906).
- 16 avril : Josef Greindl, basse allemande (° 23 décembre 1912).
- 19 avril : Blas Galindo, compositeur mexicain (° 3 février 1910).
- 23 avril : Daniel Jones, compositeur britannique (° 7 décembre 1912).
- 22 mai : Mieczysław Horszowski, pianiste polonais (° 23 juin 1892).
- 4 juin : Erna Tauro, compositrice et pianiste finno-suédoise (° 16 août 1916).
- 10 juin : 
  - Arleen Auger, cantatrice américaine (° 13 septembre 1939).
  - Gui Mombaerts, pianiste belge (° 6 octobre 1902).
- 25 juin : Hans Hopf, ténor allemand (° 2 août 1916).
- 28 juin : Boris Christoff, chanteur d'opéra bulgare (° 18 mai 1914).
- 14 juillet : Hannes Kästner, organiste et claveciniste allemand (° 27 octobre 1929).
- 21 juillet : Paul Müller-Zürich, compositeur suisse (° 19 juin 1898).
- 26 juillet : Iouri Levitine, compositeur soviétique (° 28 décembre 1912).
- 5 août : 
  - Christiane Colleney, organiste, compositrice et musicographe française (° 26 septembre 1949).
  - Eugen Suchoň, compositeur slovaque (° 25 septembre 1908).
- 21 août :
  - José David, compositeur et musicographe français (° 6 janvier 1913).
  - Tatiana Troyanos, mezzo-soprano américaine (° 12 septembre 1938).
- 26 août : Henri Thévenin, compositeur et écrivain français (° 10 janvier 1922).
- 11 septembre : Erich Leinsdorf, chef d'orchestre autrichien naturalisé américain (° 1912).
- 16 septembre : František Jílek, chef d'orchestre tchèque (° 22 mai 1913).
- 19 septembre : András Mihály, compositeur hongrois (° 6 novembre 1917).
- 22 septembre : Maurice Abravanel, chef d'orchestre américain (° 6 janvier 1903).
- 10 octobre : 
  - Catherine Collard, pianiste française (° 11 août 1947).
  - Jean Matter, musicologue et romancier suisse (° 27 novembre 1915).
- 11 octobre : Jess Thomas, Heldentenor américain (° 4 août 1927).
- 16 novembre : Lucia Popp, cantatrice autrichienne (° 12 novembre 1939).
- 22 novembre : Tatiana Nikolaïeva, compositrice, pianiste russe (° 4 mai 1924).
- 25 novembre : Anthony Burgess, écrivain, linguiste et compositeur britannique (° 25 février 1917).
- 27 novembre : Jean-Claude Hartemann, chef d'orchestre français (° 18 décembre 1929).
- 12 décembre : Joan Cross, cantatrice soprano britannique (° 7 septembre 1900).
- 19 décembre : Yvonne Desportes, compositrice française (° 18 juillet 1907).
- 20 décembre : Nazife Güran, compositrice turque (° 5 septembre 1921).
- 21 décembre : Ivan Kozlovski, chanteur lyrique russe, ténor (° 24 mars 1900).
- 24 décembre : Ralph Downes, organiste anglais (° 17 juin 1924).

### Date indéterminée
- Henri Arends, chef d'orchestre néerlandais (° 8 mai 1921).
- Roberto Caamaño, pianiste, chef d'orchestre et compositeur argentin (° 7 juillet 1923).
- Georges Favre, compositeur et musicologue français (° 26 juillet 1905).
- Shena Fraser, compositrice écossaise (° 26 mai 1910).